# 北京煤炭管理干部学院
北京煤炭管理干部学院是位于北京市的一所中央部属高校。1998年并入中国矿业大学（北京）。

## 历史
1950年成立中央人民政府燃料工业部干部学校。1955年更名为煤炭工业部干部学校。1958年升格为煤炭工业学院，1960年更名为北京煤炭学院。1961年撤并入北京矿业学院。1962年从北京矿业学院分出改建为煤炭工业部干部学校。1966年文革开始后停办。
1972年煤炭工业部干部学校复校，称燃料化学工业部外文训练班。1978年更名为煤炭工业部干部学校。1982年升格为北京煤炭管理干部学院。1998年5月28日中华人民共和国教育部发出《关于同意北京煤炭管理干部学院并入中国矿业大学（北京校区）的通知》（教计〔1998〕39号），批复国家煤炭工业局《关于煤炭高等学校管理体制问题的请示》（煤办字〔1998〕第282号）文，同意将北京煤碳管理干部学院并入中国矿业大学(北京校区)，相应撤销该院建制。1998年9月22日正式并入中国矿业大学（北京）。
2002年2月20日教育部下文：中国矿业大学北京校区东校园（北京煤炭干部管理学院原校区）整体并入北京广播学院。